# Роща-Йоль (притока Великої Ляги)
Ро́ща-Йоль або Ро́ща-Єль (рос. Роща-Ёль, Роща-Ель) — річка в Республіці Комі, Росія, права притока річки Велика Ляга, правої притоки річки Печора. Протікає територією Троїцько-Печорського району.
Річка протікає на південний захід, південь та південний схід. Впадає до Великої Ляги в районі колишнього селища Роща-Єль.